# Selina Jörg
Selina Jörg (* 24. Januar 1988 in Sonthofen) ist eine ehemalige deutsche Snowboarderin. Sie startete in den Disziplinen Parallelslalom sowie Parallelriesenslalom.
Jörg startete im Alter von 15 Jahren bei niederklassigen FIS-Rennen. Im Jahre 2005 gewann sie die Bronzemedaille bei den Juniorenweltmeisterschaften, 2008 gewann sie die Goldmedaille. Im Januar 2007 entschied sie zum ersten Mal ein Weltcuprennen für sich. Nach zwei deutschen Meistertiteln 2008 und 2009 qualifizierte sich die Sonthofenerin zu Saisonbeginn 2009/10 für die Olympischen Winterspiele in Vancouver.
Jörgs größte Erfolge sind die Weltmeistertitel im Parallelriesenslalom 2019 und 2021 sowie ihre Silbermedaille bei den Olympischen Winterspielen 2018.

## Werdegang

### Aufstieg in den deutschen Nationalkader (bis 2006)
Mit dem Snowboarden begann Jörg früh. Im Alter von 14 Jahren verließ sie ihre Heimatregion, das Allgäu, und wechselte auf das Sportinternat in Berchtesgaden. Zu diesem Zeitpunkt sei ihr klar gewesen, dass sie später professionelle Snowboarderin werden wolle. Im Dezember 2003 debütierte sie bei einem niederklassigen FIS-Rennen im österreichischen Kühtai auf internationaler Ebene, dort belegte sie den 48. Rang unter etwa 60 Teilnehmern. Neben den Starts bei FIS-Rennen nahm die Sonthofenerin in den kommenden Jahren auch an Europacupwettkämpfen sowie an nationalen Meisterschaften teil. Im März 2004 platzierte sie sich bei den Österreichischen Meisterschaften – mit internationaler Beteiligung – auf Rang sieben und war somit beste Deutsche. Kurz zuvor hatte sie zum ersten Mal bei einem FIS-Rennen als Dritte das Podest erreicht, ein Jahr darauf gewann sie erstmals ein solches.
Ab dem Jahr 2005 hörte Jörg mit dem Snowboardcross auf und konzentrierte sich auf die Paralleldisziplinen, in denen sie zur nationalen Spitze aufschloss. Im Parallelriesenslalom sicherte sie sich den vierten Rang bei den Deutschen Meisterschaften im April 2005 und war damit beste Deutsche, da auf den drei Podesträngen ausschließlich internationale Starter platziert waren. Damit qualifizierte sich die 17-Jährige auch für die kurz darauf stattfindenden Juniorenweltmeisterschaften im Schweizer Zermatt. Im Parallelriesenslalom rückte sie dabei bis ins Halbfinale vor, schied erst dort aus und gewann das „kleine Finale“ um den dritten Rang. Damit gewann Jörg – hinter ihrer Teamkollegin Amelie Kober, die Zweite wurde – die Bronzemedaille. Sie selbst zeigte sich überrascht über dieses Ergebnis, meinte aber zugleich auch, dass der Parcours sehr rhythmisch gesteckt worden sei, was ganz ihrem Geschmack entsprochen habe.
Dieser Erfolg bei den Junioren bedeutete zugleich auch Selina Jörgs Durchbruch in die deutsche Nationalmannschaft. Schon im Februar 2005 war sie zu einem ersten kurzen Weltcupeinsatz gekommen, bei dem sie jedoch Punkte verpasst hatte; ab dem Winter 2005/06 ging sie regelmäßig in der höchsten Wettkampfserie an den Start. Die ersten Weltcuppunkte sicherte sie sich als Achtzehnte in Sölden im Oktober 2005. In der gleichen Saison stand sie als Dritte erstmals auf einem Podium im Europacup und wurde zudem deutsche Meisterin im Parallelslalom, allerdings in Abwesenheit von Amelie Kober, die kurz zuvor eine olympische Silbermedaille gewonnen hatte. Dagegen verpasste sie eine weitere Juniorenweltmeisterschaftsmedaille, als sie im Februar 2006 bei der Junioren-WM in Südkorea den sechsten Rang belegte.

### Weltcupsiegerin und Juniorenweltmeisterin (2006 bis 2009)
In der Weltcupsaison 2006/07 gelang Jörg mehrmals eine Platzierung unter den besten 30. Damit qualifizierte sie sich erstmals für die Weltmeisterschaften im Erwachsenenbereich, bei der sie jedoch bei beiden Starts die Top 30 verfehlte. Dafür überzeugte die Sonthofenerin beim Weltcup in Nendaz, der Ende Januar 2007 eine Woche nach der WM ausgetragen wurde. Bei diesem Wettkampf – vier Tage nach ihrem 19. Geburtstag – zog sie zum ersten Mal in ihrer Karriere in ein Weltcupfinale ein und bezwang in diesem ihre österreichische Konkurrentin Heidi Neururer. Zu ihrem ersten Weltcupsieg erklärte Jörg: „Ich war schon froh, überhaupt ins Finale gekommen zu sein. Nachdem ich dann in den Top Acht war, war mir alles egal, und ich habe Gas gegeben.“ Auch die geschlagene Neururer erkannte die Leistung der jungen Deutschen an. Im Februar 2007 konnte sich Jörg noch zwei weitere Male unter den besten Zehn klassieren, wodurch sie einen guten 22. Rang im Gesamtweltcup und sogar den 14. Platz im Parallelweltcup erreichte. Bezüglich der Punktezahl war diese Saison somit bis heute ihre erfolgreichste (Stand: 2010). Kurz vor Saisonende verhinderte eine Verletzung, eine Knochenabsplitterung im Sprunggelenk, die Teilnahme an den Juniorenweltmeisterschaften.
Der Winter 2007/08 begann für Selina Jörg, die im Sommer eine Ausbildung bei der Bundeswehr begonnen hatte, ebenfalls erfolgreich. In den ersten Saisonwettkämpfen kam sie zwei weitere Male unter die Top Ten. Am Ort ihres Vorjahressieges, in Nendaz, belegte sie diesmal die fünfte Position. Bei den Weltcups im neuen Jahr 2008 schnitt die Sonthofenerin weniger erfolgreich ab, nur einmal erreichte sie die Achtelfinals der besten Sechzehn. Dafür zeigte sie eine bessere Leistung bei den Juniorenweltmeisterschaften in Valmalenco im März 2008, der dritten und letzten für die nun 20-Jährige. Während sie im Parallelriesenslalom aufgrund einer gebrochenen Bindung ausschied, kam sie tags darauf beim Parallelslalom ins Finale und gewann dieses gegen die Norwegerin Hilde Katrine Engeli. Der Juniorenweltmeistertitel war ihr erster internationaler. In der darauffolgenden vorolympischen Saison 2008/09 knüpfte Jörg an diese guten Ergebnisse an, wurde zunächst deutsche Meisterin und erreichte kurz darauf zum zweiten Mal ein Weltcuphalbfinale. Im Finale um den dritten Rang unterlag sie ihrer Teamkollegin Anke Karstens, gegen die sie zuvor bei den nationalen Meisterschaften gewonnen hatte. Im Januar 2009 standen erneut Weltmeisterschaften der Erwachsenen an. Im Gegensatz zu 2007, als sie nicht einmal die besten 30 Ränge erreichte, wurde sie diesmal im Parallelslalom Neunte und damit beste Deutsche.

### Olympiaqualifikation (ab 2009)
Wie im Vorjahr sicherte sich Jörg zu Beginn des olympischen Winters 2009/10 den deutschen Meistertitel. Am gleichen Wochenende gewann sie zudem einen Europacup. Diese Erfolgsserie hielt auch beim ersten Parallelweltcup der Saison im US-amerikanischen Telluride, der zugleich die erste Gelegenheit bot, sich für die Olympischen Winterspiele in Vancouver zu qualifizieren. Dazu mussten alle Athleten die vom Deutschen Olympischen Sportbund (DOSB) ausgegebene Norm erfüllen, die daraus bestand, entweder zweimal unter die besten 16 oder einmal unter die besten Acht zu kommen. Hinter Amelie Kobler, die als Zweite beste Deutsche war, platzierte sich Selina Jörg auf dem siebten Rang und schaffte damit vorzeitig die Qualifikation. Im Viertelfinale verhinderte ein Sturz eine noch bessere Platzierung. Im restlichen Saisonverlauf vor den Olympischen Spielen überzeugte Jörg noch einige Male, insbesondere bei mehreren Top-Ten-Resultaten im Europacup. Beim letzten vorolympischen Weltcup im deutschen Sudelfeld überstand sie nicht einmal die Qualifikation, der Cheftrainer des deutschen Snowboardverbandes erklärte jedoch: „Das kann passieren, aber ihre Form stimmt. Da machen wir einen Haken hinter.“ Bei den Olympischen Winterspielen 2010 in Vancouver erreichte sie nach Niederlagen im Halbfinale gegen Nicolien Sauerbreij und im Rennen um Platz drei gegen Jekaterina Iljuchina den vierten Rang im Parallel-Riesenslalom.
Im ersten Rennen der Saison 2010/11 belegte Jörg in Landgraaf den sechsten Platz im Parallelslalom. Dies war ihr bestes Ergebnis in der Saison. Bei der Snowboard-Weltmeisterschaften 2011 in La Molina kam sie auf den 19. Platz im Parallelslalom und den achten Rang im Parallel-Riesenslalom. Bei den Snowboard-Weltmeisterschaften 2013 im Stoneham errang sie den 17. Platz im Parallelslalom und den 15. Rang im Parallel-Riesenslalom. Zum Beginn der Saison 2013/14 erreichte sie in Carezza mit dem dritten Platz im Parallelslalom ihren zweiten Podestplatz im Weltcup. Es folgten weitere Top-Zehn-Platzierungen im Weltcup. Bei den Olympischen Winterspielen 2014 in Sotschi belegte sie den 13. Platz im Parallel-Riesenslalom und den 11. Rang im Parallelslalom. Die Saison beendete sie auf den achten Rang in der Parallelgesamtwertung.
Bei der Winter-Universiade 2015 gewann Jörg die Silbermedaille im Parallel-Riesenslalom.
In der Saison 2017/18 kam Jörg bei 12 Weltcupstarts, 11-mal unter die ersten Zehn. Dabei errang sie in Cortina d’Ampezzo den zweiten Platz im Parallel-Riesenslalom und in Bansko die Plätze drei und zwei im Parallel-Riesenslalom. Im März 2018 holte sie im Parallelslalom in Winterberg ihren zweiten Weltcupsieg und belegte damit jeweils den zweiten Platz im Parallelslalom-Weltcup, Parallel-Riesenslalom-Weltcup und Parallel-Weltcup. Im Parallel-Riesenslalom bei den Olympischen Winterspielen in Pyeongchang am 24. Februar 2018 gewann die 30-Jährige hinter der Tschechin Ester Ledecká die Silbermedaille und wurde dafür am 7. Juni 2018 mit dem Silbernen Lorbeerblatt ausgezeichnet.
Die Saison 2018/19 eröffnete sie mit einem sechsten Platz in Bad Gastein. Im slowenischen Rogla setzte sie sich im Finale knapp gegen die Russin Natalia Sobolewa durch und gewann erstmals einen Parallel-Riesenslalom. Auch bei der WM in Park City konnte sie sich im Finale gegen Sobolewa durchsetzen und gewann die Goldmedaille.
In der Corona-Krise lieferte Selina Jörg mit dem Lastenfahrrad Verpflegungspakete aus. Im Oktober 2020 zeichnete der Bayerische Sportminister Joachim Herrmann sie daher mit dem Bayerischen Sportpreis in der Kategorie „beispielhaftes Engagement zur Bewältigung der Corona-Pandemie“ aus.
In ihrer letzten aktiven Saison 2020/21 belegte sie mit je zwei zweiten und dritten Plätzen den vierten Platz im Parallelweltcup. Beim Saisonhöhepunkt, den Snowboard-Weltmeisterschaften 2021 in Rogla, holte sie Bronze im Parallelslalom und Gold im Parallel-Riesenslalom.
Am 4. März 2021 kündigte Selina Jörg ihr Karriereende zum Abschluss der Saison 2020/21 an.

## Weltcupsiege
| Nr. | Datum           | Ort        | Disziplin             |
| --- | --------------- | ---------- | --------------------- |
| 1.  | 28. Januar 2007 | Nendaz     | Parallelslalom        |
| 2.  | 17. März 2018   | Winterberg | Parallelslalom        |
| 3.  | 19. Januar 2019 | Rogla      | Parallel-Riesenslalom |

## Weltcup-Gesamtplatzierungen
| Saison  | Parallel | Parallel | Parallel-Riesenslalom | Parallel-Riesenslalom | Parallelslalom | Parallelslalom |
| Saison  | Punkte   | Platz    | Punkte                | Platz                 | Punkte         | Platz          |
| ------- | -------- | -------- | --------------------- | --------------------- | -------------- | -------------- |
| 2004/05 | 19       | 80.      | -                     | -                     | -              | -              |
| 2005/06 | 336      | 44.      | -                     | -                     | -              | -              |
| 2006/07 | 2364     | 14.      | -                     | -                     | -              | -              |
| 2007/08 | 1612     | 19.      | -                     | -                     | -              | -              |
| 2008/09 | 2242     | 11.      | -                     | -                     | -              | -              |
| 2009/10 | 1194     | 21.      | -                     | -                     | -              | -              |
| 2010/11 | 1635     | 20.      | -                     | -                     | -              | -              |
| 2011/12 | 2448     | 14.      | -                     | -                     | -              | -              |
| 2012/13 | 1460     | 16.      | 940                   | 16.                   | 760            | 13.            |
| 2013/14 | 1928     | 8.       | 860                   | 9.                    | 1068           | 7.             |
| 2014/15 | 3290     | 6.       | 1260                  | 7.                    | 2030           | 6.             |
| 2015/16 | 1550     | 12.      | 590                   | 12.                   | 960            | 14.            |
| 2016/17 | 2010     | 15.      | 1590                  | 11.                   | 420            | 20.            |
| 2017/18 | 6010     | 2.       | 4320                  | 2.                    | 1690           | 2.             |
| 2018/19 | 5619,7   | 2.       | 3419,7                | 2.                    | 2200           | 2.             |
| 2019/20 | 4930     | 3.       | 3190                  | 2.                    | 1740           | 3.             |
| 2020/21 | 425      | 4.       | 230                   | 3.                    | 195            | 3.             |